# Thesbia
Thesbia é um gênero de gastrópodes pertencente a família Raphitomidae.

## Espécies
- Thesbia dyscrita (Watson, 1881)
- Thesbia michaelseni (Strebel, 1905)
- Thesbia nana (Lovén, 1846)[2]
- Thesbia unica Sysoev, 1988[3]

Espécies trazidas para a sinonímia
- Thesbia albus Mac Andrew & Forbes, 1847: sinônimo de Thesbia nana (Lovén, 1846)
- Thesbia algoensis Thiele, 1925: sinônimo de Glyptanachis algoensis (Thiele, 1925): sinônimo de Decipifus algoensis (Thiele, 1925)
- †Thesbia antiselli (Anderson & Martin, 1914): sinônimo de †Xenuroturris antiselli (F. Anderson & B. Martin, 1914)
- Thesbia filostriata Strebel, 1905: sinônimo de Typhlodaphne filostriata (Strebel, 1905)
- Thesbia folini Locard, 1897: sinônimo de Xanthodaphne leptalea (Bush, 1893)
- Thesbia innocens E. A. Smith, 1907: sinônimo de Falsimohnia innocens (E. A. Smith, 1907)
- Thesbia nanum Lovén, 1846: sinônimo de Thesbia nana (Lovén, 1846)
- Thesbia nudator Locard, 1897: sinônimo de Bathybela nudator (Locard, 1897)
- Thesbia ohlini Strebel, 1905: sinônimo de Pleurotomella ohlini (Strebel, 1905)